# Yuen Siu-tien
Yuen Siu-tien, conosciuto anche con i nomi di Yuan Xiaotian, Simon Yuen, Sam Seed o Ol' Dirty (cinese tradizionale: 袁小田; pinyin: Yuán Xiǎotián; jyutping: Jyun4 Siu2tin4; Pechino, 27 novembre 1912 – Hong Kong, 8 gennaio 1979), è stato un attore e artista marziale cinese popolare alla fine degli anni '70.
Il suo personaggio più popolare è indubbiamente quello di Beggar So, interpretato in tre film: Drunken Master, Story of Drunken Master e Dance of the Drunk Mantis. L'attore ha collaborato con artisti quali Jackie Chan, ed ha recitato anche sotto la direzione del proprio figlio Yuen Woo-ping. Yuen Siu-tien è morto di infarto nel 1979, all'età di 66 anni.

## Carriera

### Successo in età avanzata
Yuen Siu-tien ha iniziato a studiare recitazione interpretando il ruolo di Wu-Shen, un classico dell'opera di Pechino. Iniziò a recitare in ruoli cinematografici solo nel 1949, all'età di 37 anni, interpretando Kwan Tak Hing in Story of Huang Feihong, il primo film di Wong Fei Hung, ma più tardi venne conosciuto soprattutto come interprete di mentori e maestri di kung fu. Il suo film più importante internazionalmente uscì negli ultimi anni della sua carriera con il titolo di Drunken Master (1978), nel quale egli interpretava Beggar So, un vecchio eremita che aveva padroneggiato l'arte dello Zui Baxianquan ("stile degli otto immortali ubriachi"), insegnandolo ad un giovane Wong Fei Hung, interpretato da Jackie Chan. Il ruolo era ripreso, in tutto tranne che nel nome, da un altro personaggio da lui interpretato in un precedente film con Chan, Snake in the Eagle's Shadow (1978). All'epoca in cui uscì, Drunken Master divenne il film più di successo in cui recitava Jackie Chan. Il ruolo del famoso attore era quello di un Wong Fei Hung giovane, ribelle e vivace, opposto al personaggio del venerabile maestro confuciano di kung fu interpretato da Yuan. Il film fu un successo internazionale, e segnò l'epoca d'oro della carriera dell'attore allora già sessantacinquenne.
Durante la sua carriera, l'attore ha partecipato a quasi 150 film. Il suo ruolo più riconosciuto è quello di Beggar So, interpretato in una serie di altri tre film: Dance of the Drunk Mantis, Story of Drunken Master e, come cameo, World Of The Drunken Master.

### Morte
L'8 gennaio 1979, Yuen Siu-tien morì di infarto miocardico acuto all'età di 66 anni. In quel periodo, l'attore stava lavorando al film d'azione Magnificent Butcher, insieme a Sammo Hung, nel quale avrebbe dovuto interpretare il ruolo di Beggar So. Dopo la morte fu rimpiazzato da Fan Mei-Sheng, il cui personaggio tuttavia non venne mai chiamato "Beggar So". Egli, infatti, riprese il ruolo che aveva nella pellicola Drunken Master, ed alcune scene di Yuen in Magnificent Butcher furono rigirate.

## Ol' Dirty
Il rapper Ol' Dirty Bastard (ODB) ha preso il suo nome da uno dei film interpretati da Yuen, Ol' Dirty & The Bastard. Fino alla sua morte, avvenuta nel 2004, ODB è stato membro del gruppo rap Wu-Tang Clan. I suoi testi erano spesso ispirati ai film di kung fu degli anni '70.

## Filmografia selezionata

### Film
- Dance of the Drunk Mantis (1979) - Beggar So / Sam Seed
- Story of Drunken Master (1979) - Beggar So
- Drunken Master (1978) - Beggar So / Sam Seed
- Peculiar Boxing Tricks and Master (1978) (aka Old Dirty Strikes Back) - Tung
- The 36th Chamber of Shaolin (1978) (aka The Master Killer; titolo cinese: Shao Lin san shi liu fang) - Insegnante
- Snake in the Eagle's Shadow (1978) - Pai Chang-tien
- Heroes of the East (1978)
- Bons baisers de Hong Kong (aka From Hong Kong with Love) (1975)
- Little Tiger of Canton (1971)
- Come Drink with Me (1966) - Bandito
- The Flying Fox (1964) (aka The Purple Lightning Sword)
- 55 giorni a Pechino (1963) (non accreditato)
- Story of the Sword and the Sabre (1963)
- The Story of the Great Heroes (1960–1961) (4 parti)
- The Book and the Sword (1960)
- Sword of Blood and Valour (1958/1959) - Muto
- Story of the Vulture Conqueror (1958/1959)
- Story of Huang Feihong (1949)

### Serie televisive
- The Legend of the Book and the Sword (1976)

## Vita privata
Yuen era padre di undici figli, sei dei quali hanno lavorato o lavorano tuttora nell'industria cinematografica di Hong Kong. I primi cinque figli sono conosciuti collettivamente come il "Clan Yuen", ed hanno spesso lavorato singolarmente o insieme in diversi film:
- Yuen Woo-ping - regista e direttore d'azione
- Yuen Cheung-yan - attore e direttore d'azione
- Yuen Shun-yee (Sunny Yuen) - attore e direttore d'azione
- Yuen Yat-chor - attore
- Yuen Chun-yeung (Brandy Yuen) - attore, stuntman e direttore d'azione
- Yuen Lung-chu - attore

Yuen aveva altri due figli e tre figlie.

## Eredità
I tratti somatici di Yuen Siu-tien sono stati usati per creare il personaggio di Chin Gentsai nel videogioco della SNK The King of Fighters, oltre che per il personaggio di Shun Di nella serie di videogiochi Virtua Fighter, ispirato al suo personaggio Su Hai del film Drunken Master.